# Frelimo
El Front d'Alliberament de Moçambic (Frelimo, en portuguès Frente de Libertação de Moçambique) és el partit que ha governat Moçambic des de la independència el 1975. La base de poder es troba en la minoria Shangaan.

## Història
El Frelimo fou fundat a Dar es Salaam (Tanzània) el 25 de juny de 1962, quan tres organitzacions nacionalistes regionals - la Unió Nacional Africana de Moçambic (UNAM), la Unió Democràtica Nacional de Moçambic (União Democrática Nacional de Moçambique UDENAMO) i la Unió Nacional Africana de Moçambic Independent (UNAMI) - es van unir en una sola organització guerrillera. Sota la direcció d'Eduardo Mondlane, president del Frelimo, va establir la central d'operacions a Dar es Salaam el 1962 i va lluitar per la independència del poder colonial portuguès.

## Anys 60
En 1960 va començar el procés de desmantellar la majoria dels imperis colonials a Àfrica. En 1962 els possessions britàniques de Territori de Tanganyika i Zanzíbar (després unides com a Tanzània), Uganda, Rhodèsia van aconseguir la independència. Els tres països nous limitaven amb la possessió portuguesa: Moçambic. El règim dretà de l'Estat Nou portuguès sota el lideratge d'António de Oliveira Salazar va rebutjar reformar la tendència colonialista i va jurar mantenir la sobirania del seu país en les seves possessions estrangeres (els estats d'Angola i Cabinda, Moçambic, Guinea Bissau, Macau, Cap Verd, Timor-Leste i São Tomé i Príncipe).

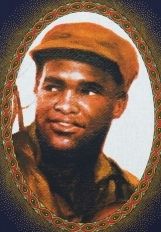
Eduardo Mondlane

En la seva lluita contra les forces portugueses, el Frelimo va rebre ajuda militar de l'URSS. Els vincles amb el bloc socialista van ser un tema delicat des del primer president del Frelimo, Eduardo Mondlane, un socialista moderat educat als Estats Units amb enllaços amb el món occidental. Mondlane va morir en 1969 a causa d'una bomba.

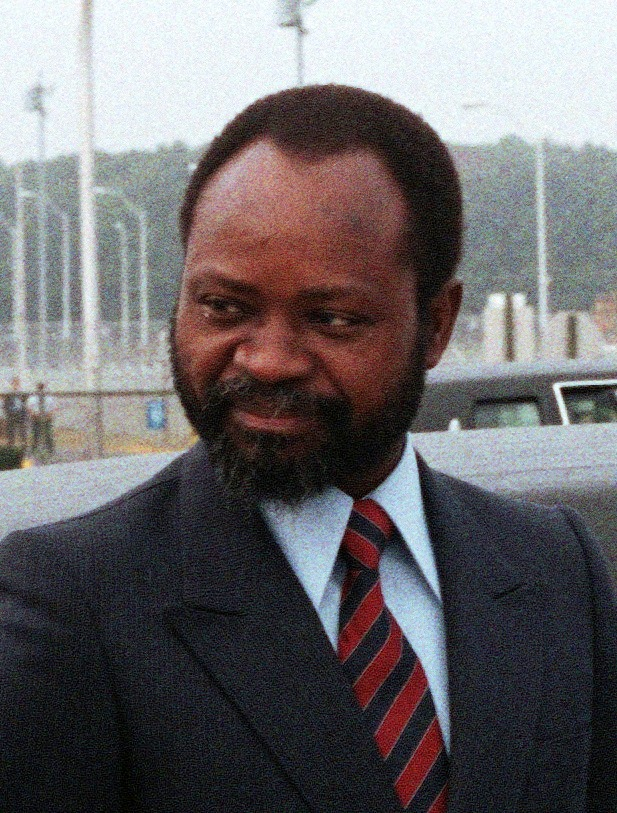
Samora Machel

### Samora Machel i la victòria

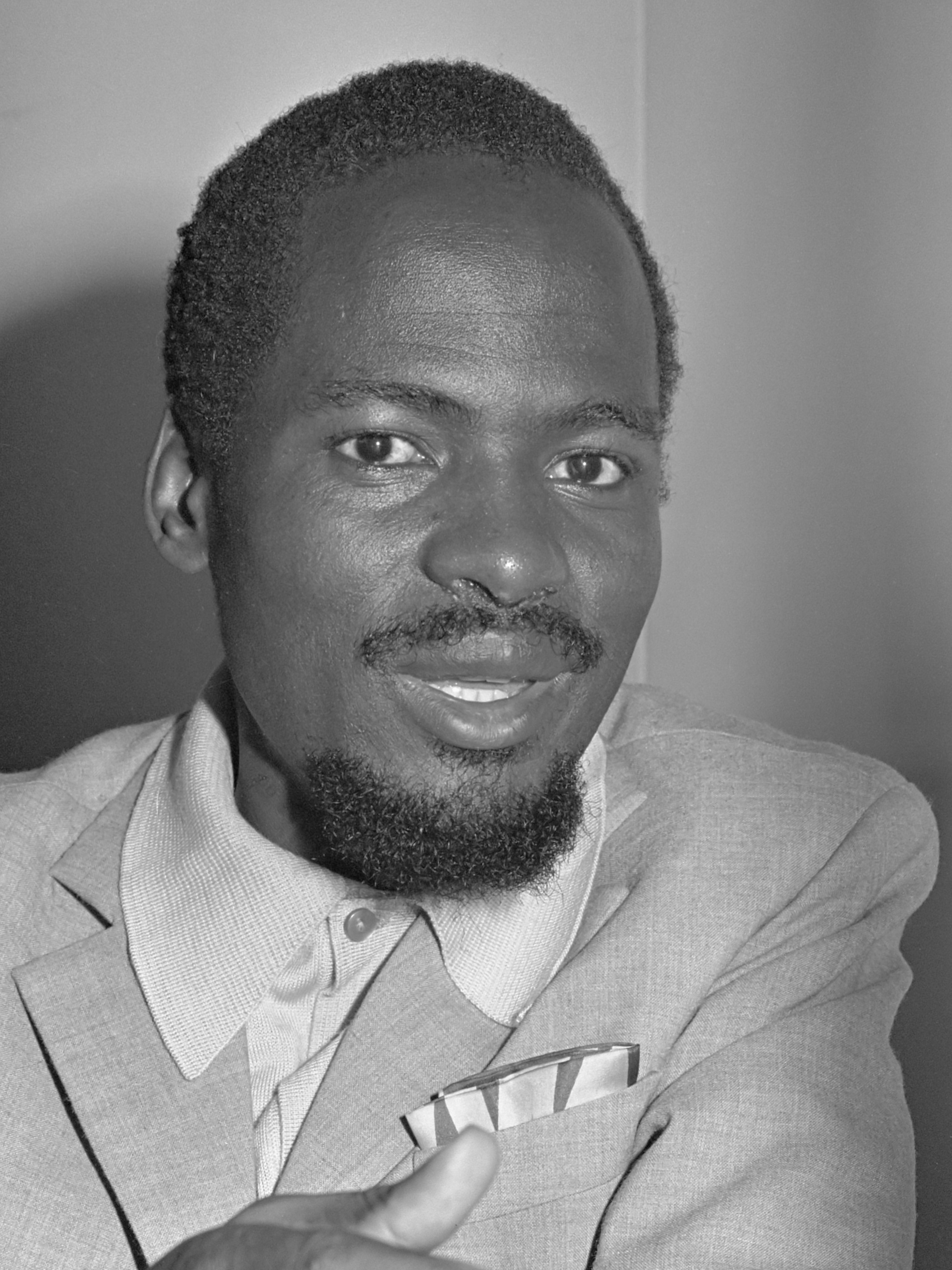
Joaquim_Chissano (1972)

El successor de Mondlane va ser un marxista més radical, Samora Machel, un altre membre de l'ètnia shangaan. No obstant això, el Frelimo no va aconseguir controlar molts territoris a Moçambic durant la seva lluita contra les forces governamentals, i es va quedar amb els mètodes d'una guerra de guerrilles. Els guerrers moçambiquesos eren molt joves i actius, al contrari dels del règim portuguès que estaven dirigits per un grup de militars ancians. Fins a 1971 al voltant de la meitat de les tropes colonials eren negroafricans. Després de l'Operació Nus Gordià, una maniobra enorme en 1970, Portugal no va ser capaç de muntar més operacions a gran escala. En el 25 d'abril de 1974, una camarilla d'oficials militars en Portugal, el Moviment de les Forces Armades, van orquestrar un cop d'estat contra el primer ministre Marcelo Caetano (vegeu la Revolució dels Clavells). Els generals que es van alçar en poder van decidir canviar la política colonial de Portugal per entonar amb la tendència general d'Europa en aquells anys. Al principi el govern d'António de Spínola va pretendre fer un referèndum sobre la qüestió de la independència de Moçambic, encara que el Frelimo va continuar amb els seus atacs, arruïnant la votació. Les forces colonials es van replegar llavors del nord del país, i es van assentar a la regió costanera del sud al voltant de la capital: Lourenço Marques.
El juny de 1974 es va formar a Lourenço Marques un nou moviment, el Grup Unit de Moçambic (GUMO) que representava els interessos del sud, però el Frelimo va refusar tota negociació i va tenir el suport dels militars portuguesos del Moviment de les Forces Armades. Alhora Portugal negociava amb el Frelimo a Moçambic i amb els grups guerrillers MPLA, UNITA, i FNLA en Angola per acordar les dates d'independència. El 8 de setembre de 1974, el govern portuguès i el Frelimo van arribar a un cessament del foc, i el 25 de juny de 1975, el 13è aniversari de la fundació del Frelimo, Moçambic va proclamar la independència.
Amb una política d'afebliment i intimidació, els líders opositors foren empresonats i executats sense judici, com fou el cas d'Uria Simango i la seva esposa Celina, a més d'altres dissidents prominents del FRELIMO, incloent-hi Paulo Gumane i Adelino Gwambe, ex-líders d'UDENAMO

## Guerra civil: el sorgiment de la RENAMO
En comptes d'acabar la història sagnant de Moçambic, la independència del país solament va anunciar el començament d'una era de vessament de sang típica de l'Àfrica poscolonial. Moçambic s'envoltava en 1975 amb Tanzània, Swazilàndia i Zàmbia, però també amb dos països sota governs de minoria blanca: Rhodèsia i Sud-àfrica. Tots dos estats eren hostils a les polítiques marxistes de Samora Machel i al règim similar d'Agostinho Neto a Angola. Abans de la independència de Moçambic, no existien alternatives viables al Frelimo, i el grup gaudia del suport popular dels moçambiquesos. Després de la independència, els enemics del moviment a Rhodèsia i Sud-àfrica van reclutar moçambiquesos contraris al Frelimo i van començar a armar-los. Aquests es van anomenar Resistència Nacional de Moçambic o «RENAMO». El primer comandant de la RENAMO va ser un guerrer ex-frelimista anomenat André Matsangaissa, que va ser assassinat en 1979.
La guerra entre el govern del Frelimo i la guerrilla de la RENAMO va ser una de les més sagnants de la història d'Àfrica. Se sabia que encara que la RENAMO era fortament anticomunista i va exercir pressions en la CIA per obtenir suport nord-americà, la guerra moçambiquesa era un conflicte d'interès mínim per als Estats Units. En 1984 Moçambic va signar el Tractat de Nkomati amb el govern racista de Sud-àfrica, un acord en què el govern de Frelimo va prometre suspendre la seva ajuda al ANC a canvi d'un cessament similar dels vincles sud-africans amb la RENAMO. Però l'acord no va tenir efecte, a causa de violacions d'aquest tractat per ambdues parts.
El 19 d'octubre de 1986 Machel va morir amb 34 persones del seu seguici en un accident d'avió sobre la Serralada Lebombo en una zona fronterera entre Moçambic, Sud-àfrica i Swazilàndia. El seu successor va ser Joaquim Chissano. En 1992, amb la mediació de membres de l'organització catòlica Comunitat de Sant'Egidio, el govern del Frelimo i els rebels de la RENAMO van acordar un pla de pau per fases. El pacte va ser estat supervisat per una força de l'ONU, ONUMOZ, fins a 1994. El Govern de Resistència Nacional, un govern en l'exili creat per la RENAMO, es va dissoldre, juntament amb el braç militar de la RENAMO. El congrés de l'abril del 1993 va adoptar una nova bandera que l'assenyalava com a partit revolucionari.

Bandera del Frelimo del 1983 al 1997

## Eleccions
En 1994, Moçambic celebrava les seves primeres eleccions multipartidistes, en les quals Chissano (Frelimo) va guanyar en la votació presidencial amb un 53,3% dels vots (Afonso Dhlakama, el seu oponent de la RENAMO, va obtenir 33,7% dels vots).
En les segones eleccions de 1999, Chissano s'enfrontava de nou contra Dhlakama i va tornar a guanyar, però amb un avantatge menor, del 52,3% contra el 47,7% de vots enfront de Dhlakama. En 2004, Chissano es va retirar de la política i va ser succeït per Armando Guebuza, un ministre als governs de Chissano i un reeixit home de negocis. Guebuza va aconseguir una victòria aclaparadora, guanyant amb un 63,7% dels vots enfront del 31,7% de vots favorables a Dhlakama.

## Presidents moçambiquesos pel FRELIMO
- Samora Machel: 25 de juny de 1975 - 19 d'octubre de 1986
- Joaquim Chissano: 6 de novembre de 1986 - 2 de febrer de 2005
- Armando Guebuza: 2 de febrer de 2005 - 15 de gener de 2015
- Filipe Nyusi: 15 de gener de 2015 -

## Altres membres destacats
- José Ibraimo Abudo, ministre de justícia des de 1994
- Basilio Muhate, Cap de les joventuts de FRELIMO des de 2010
- Sharfudine Khan, ambaixador de Moçambic (després de l'alliberament)

### Assemblea de la República
| Any electoral | Vots        | %           | Escons    | +/− | Notes                              |
| ------------- | ----------- | ----------- | --------- | --- | ---------------------------------- |
| 1977          | Sense dades | Sense dades | 210 / 210 |     | Elecció de la RP de Moçambic       |
| 1986          | Sense dades | Sense dades | 249 / 259 | 39  | Elecció de la RP de Moçambic       |
| 1994          | 2,115,793   | 44.3        | 129 / 250 | 120 | Inici d'eleccions multipartidistes |
| 1999          | 2,005,713   | 48.5        | 133 / 250 | 4   |                                    |
| 2004          | 1,889,054   | 62.0        | 160 / 250 | 27  |                                    |
| 2009          | 2,907,335   | 74.7        | 191 / 250 | 31  |                                    |
| 2014          | 2,575,995   | 55.9        | 144 / 250 | 47  |                                    |
| 2019          | 4,323,298   | 71.3        | 184 / 250 | 40  |                                    |